# La Femme et la Biche
La Femme et la Biche est une gravure sur cuivre au burin réalisée en 1509 par l'artiste néerlandais de la Renaissance Lucas van Leyden.

## Analyse
La silhouette et le point de vue de trois-quarts dos de la femme nue s'inspire de La Petite Fortune d'Albrecht Dürer (vers 1495-1496). L'artiste renonce cependant à la solennité de la représentation ; le nu, non plus fièrement dressé, s'affaisse légèrement. Toute dimension allégorique et mythologique est supprimée, Lucas Van Leyden préférant inscrire la scène dans le monde réel. La femme, dont les pieds sont fermement ancrés dans le sol, tient un simple bâton et nourrit une biche.